# Шабалин, Николай Сильвестрович
Николай Сильвестрович (Селивестрович) Шабалин (1905 — после 1967) — советский инженер-энергетик, лауреат Сталинской премии (1951).
Родился в 1905 году.
Работал начальником службы автоматизации (автоматики) ТЭЦ-11, заместителем начальника службы релейной защиты, автоматики и измерений Управления Мосэнерго.
Во второй половине 1940-х годов вместе с В. Н. Разгоном и А. Х. Константиновским возглавил инженерную группу по телемеханизации гидростанций и переводу гидроагрегатов и электрических подстанций на телеуправление с диспетчерского пункта Мосэнерго. Работа была выполнена в кратчайшие сроки и за неё в 1951 году была присуждена Сталинская премия.
Сочинения:
- Опыт эксплуатации телемеханических систем в Мосэнерго . Электричество, 1961 , No 9 , с . 82-86 .
- Комплексная автоматизация и телемеханизация сетевых подстанций 35—110 кв. Электричество, 1962 г. № 10.
- Об организации внедрения и эксплуатации устройств телемеханики в энергосистемах. Электрические станции, 1967 г. Том № 38, выпуск № 8.